# Девушка Араратской долины
«Девушка Араратской долины» — советская чёрно-белая музыкальная комедия, снятая режиссёром Амо Бек-Назаряном в 1949 году на Ереванской киностудии.
Премьера фильма состоялась 14 января 1950 года.

## Сюжет
Молодые председатели соседних колхозов, Ануш и Тигран, любят друг друга. Чтобы завоевать сердце Ануш, снятый с работы в колхозе Тигран становится передовиком производства на строительстве.

## В ролях
- Метаксия Симонян — Ануш
- Авет Аветисян — Аршак
- Степан Кеворков — Татос
- Арам Амирбекян — Минас
- Гурген Ген — Матос
- Дмитрий Кипиани — Тигран
- Татевос Сарьян — директор завода
- Гурген Габриелян — Сако
- Амо Бек-Назаров
- Хорен Абрамян
- Рачия Нерсесян — репатриант
- Агаси Бабаян и др.

Текст песен написал поэт Гегам Сарьян.

## Источник
- Энциклопедия кино. 2010.